# 拉蒙·贝伦格尔一世
拉蒙·贝伦格尔一世（Ramon Berenguer I），或老拉蒙·贝伦格尔一世，1035年至1076年为巴塞隆納伯爵，颁布了加泰罗尼亚最早的成文法《烏沙茨》，曾与摩尔人作战，将势力拓展至巴尔瓦斯特罗和比利牛斯山以北的卡尔卡松，对当地摩尔人施加重税，促成加泰罗尼亚历史上的第一次繁荣，其海洋实力也得到了发展。

## 生平
拉蒙·貝倫格爾一世出生於1024年，於1035年繼承他的父親貝倫格爾·拉蒙一世的爵位。正是在他的統治期間，巴塞羅那伯國在其他加泰羅尼亞地區中的主導地位變得更為明顯。
拉蒙·貝倫格爾一世長年與摩爾人作戰，將他的領土向西擴展到巴爾瓦斯特羅，並對其他摩爾人城市要求大量的進貢。歷史學家聲稱，這些貢品幫助加泰羅尼亞創造歷史上的第一波繁榮。在他統治期間，加泰羅尼亞的海上力量開始在發展至地中海西部。老拉蒙·貝倫格爾一世也是加泰羅尼亞的諸國中第一個獲得領地（卡爾卡松和拉澤斯）並影響比利牛斯山脈以北的伯爵。
老拉蒙·貝倫格爾一世的另一項重大成就是開始將加泰羅尼亞法律編入成文的《巴塞羅那法典》，這將成為西歐第一部完整的封建法律彙編。法律編纂是伯爵努力推進並以某種方式控制封建化進程的一部分，封建化進程始於他軟弱的父親貝倫古·拉蒙統治時期。另一個主要貢獻者是教會通過上帝治世機構採取行動。這在特定時間在特定地區建立交戰派系和領主之間的普遍休戰。在西歐引入“上帝治世”的最早日期是1027年在加泰羅尼亞，在他父親貝倫古·拉蒙一世統治期間。
雖然拉蒙·貝倫格爾一世仍與他的第二任妻子布蘭卡有婚姻關係，但他與呂西尼昂勳爵于格五世的前妻、圖盧茲伯爵旁斯的妻子、利摩日女伯爵拉馬爾什的阿爾莫迪斯發生關係。兩人很快結婚並因此被教皇維篤二世開除教籍。
拉蒙·貝倫格爾一世和他的第三任妻子阿爾莫迪斯還建立羅馬式的巴塞隆拿主教座堂，以取代可能被阿爾曼索爾摧毀的舊大教堂。他們的天鵝絨和黃銅包邊木棺仍然陳列在最終取代了他們建立的大教堂的新哥德式的立面上。
拉蒙·貝倫格爾一世與第一任妻子加斯科涅的伊莎貝·特倫卡維爾所生的彼得·雷蒙迪因為恐怕阿爾莫迪斯當時的影響力和會以其兒子取代他的繼承人地位而於1071年謀殺阿爾莫迪斯，最終於1073年，羅馬紅世衣主教在教皇格列高利七世的要求下，判處雷蒙迪不正常的懺悔，這既符合政治形勢，又顯示了格列高利七世對嚴厲懺悔的立場。雷蒙迪被判處24年苦修包括無法攜帶武器，而不是更常見的要求加入修道院或去朝聖。其一方面是他“絕不應該攜帶軍用武器，除非在兩種緊急情況下：保護自己免受敵人的侵害，以及騎馬與撒拉遜人作戰”。除了穆斯林之外，雷蒙迪沒有人可以戰鬥，為了維持他的“戰利品經濟”財富和影響力，他參加了收復失地運動。 
他們的雙胞胎兒子拉蒙·貝倫格爾二世和貝倫格爾·拉蒙二世一同繼承爵位。

## 婚姻和後代

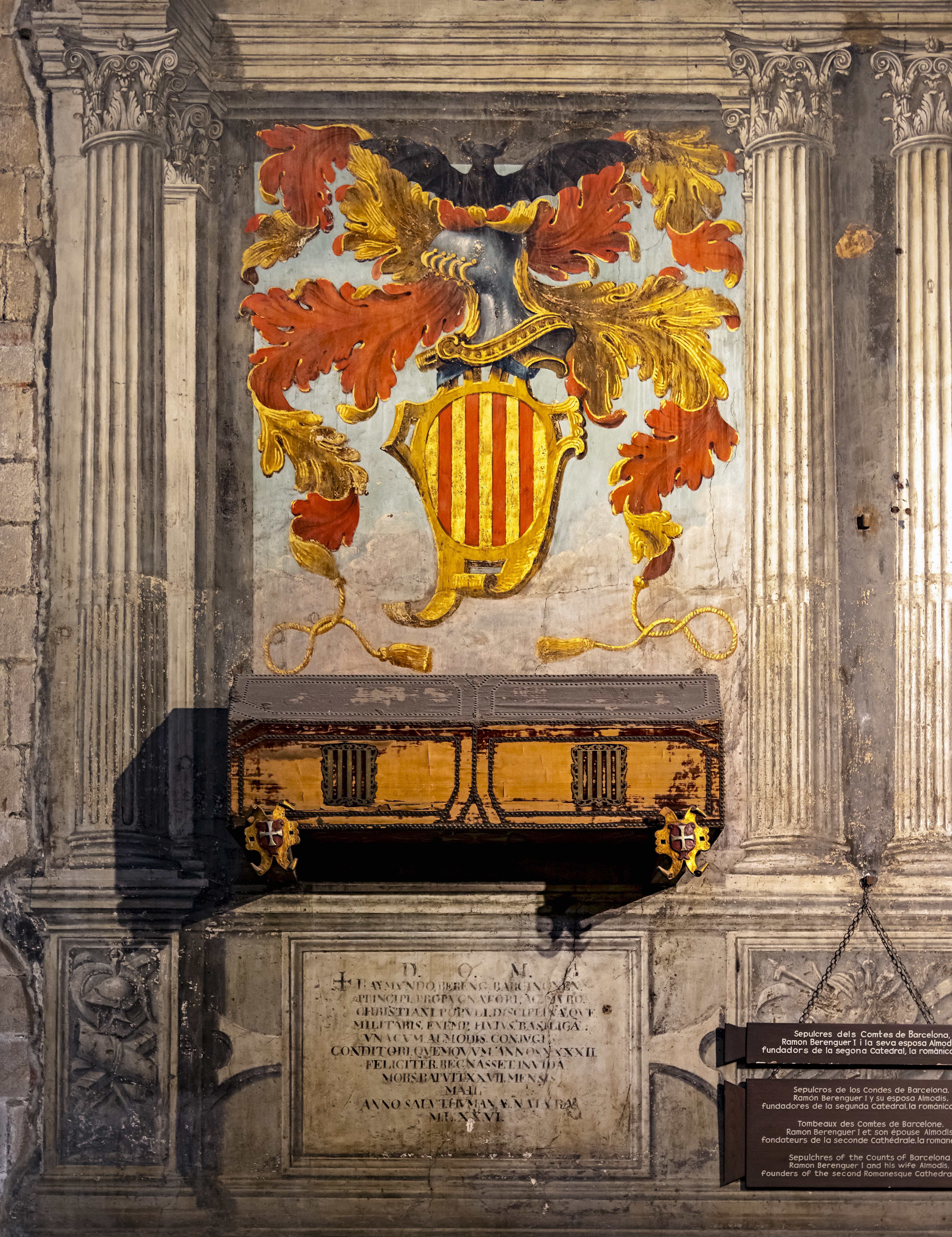
巴塞隆拿主教座堂的拉蒙·貝倫格爾一世的墳墓。

- 第一任妻子加斯科涅伯爵桑喬六世威廉（英语：Sancho VI William of Gascony）的女兒的伊莎貝·特倫卡維爾[8]
  - 貝倫格爾 (早逝)
  - 阿瑙 (早逝)
  - 彼得·雷蒙迪（英语：Peter Raymundi） (1050年–1073年?), 謀殺後母阿爾莫迪斯而被放逐。
- 第二任妻子納博訥女子爵埃芒加德（英语：Ermengarde, Viscountess of Narbonne）的女兒布蘭卡
- 第三任妻子利摩日女伯爵阿爾莫迪斯
  - 拉蒙·貝倫格爾二世 the Towhead (1053年/54年–1082年)
  - 貝倫格爾·拉蒙二世 the Fratricide (1053年/54年–1097年)
  - 阿格尼絲，嫁給阿爾邦伯爵吉格斯二世
  - 珊莎，嫁給塞爾達尼亞伯爵威廉·雷蒙（英语：William I of Cerdanya）